# Distretto di Banaskantha
Il distretto di Banaskantha è un distretto del Gujarat, in India, di 2 502 843 abitanti. Il suo capoluogo è Palanpur.